# Deutscher Motorik-Test
Der Deutsche Motorik-Test (DMT) ist ein standardisierter Test, der entwickelt wurde, um die motorische Entwicklung von Kindern und Jugendlichen im Alter von 6 bis 18 Jahren zu erfassen und zu bewerten. Der Test konzentriert sich auf grundlegende motorische Fähigkeiten wie Kraft, Ausdauer, Schnelligkeit, Koordination und Beweglichkeit. Er besteht aus acht einfachen Aufgaben und dient dazu, die körperliche Fitness zu messen. Dadurch sollen eventuelle Schwächen frühzeitig erkannt und individuelle Fördermaßnahmen für die Teilnehmer eingeleitet werden. Langfristig ist das Ziel, durch den DMT Veränderungen in den motorischen Fähigkeiten von Kindern und Jugendlichen deutschlandweit aufzuzeigen und langfristige Förderungsmöglichkeiten zu etablieren. Der DMT kann eingesetzt werden, in schulischen, gemeindlichen oder vereinsbasierten Kontexten, um Kinder und Jugendliche zu testen. Der Deutsche Motorik-Test wurde von der Kinderturnstiftung Baden-Württemberg speziell für Kinder im Alter von 3 bis 10 Jahren angepasst und trägt den Namen „Initiative Turnbeutelbande – Motorik-Test für Kinder“. In der Altersgruppe von 3 bis 6 Jahren werden lediglich vier der insgesamt acht Testaufgaben durchgeführt. Ab dem 6. Bis zum 10. Lebensjahr sind der DMT und die „Initiative Turnbeutelbande - Motorik-Test für Kinder“ identisch.

## Geschichte des Testverfahrens
Der Deutsche Motorik-Test, kurz DMT genannt, wurde auf Initiative der Sportministerkonferenz im Jahr 2006 von der Deutsche Vereinigung für Sportwissenschaft  unter der Leitung von Klaus Bös entwickelt.

## Testaufgaben des DMT

### 20-m-Sprint
Testziel: Überprüfung der Aktionsschnelligkeit.
Testaufgabe: Die Versuchspersonen stehen hinter der Startlinie in Schrittstellung. Nach dem akustischen Startsignal eines externen Starters ist die Aufgabe, so schnell wie möglich eine 20-m-Strecke zurückzulegen. Die Zeit wird von dem Testleiter ab dem Startsignal bis zum Überqueren der Ziellinie auf 1/10 Sekunden genau gestoppt.

### Balancieren rückwärts
Testziel: Überprüfung der Koordination bei Präzisionsaufgaben.
Testaufgabe: Die Versuchsperson balanciert rückwärts über Balken mit Breiten von 6 cm, 4,5 cm und 3 cm. Für die Startposition stellt sich die Testperson mit beiden Füßen auf das Startbrett. Die Anzahl der Schritte bis zum Bodenkontakt wird gezählt. Vor dem eigentlichen Test werden jeweils Probeversuche vorwärts und rückwärts durchgeführt. Insgesamt werden je zwei gültige Versuche pro Balken gewertet.

### Seitliches Hin- und Herspringen
Testziel: Überprüfung der Koordination unter Zeitdruck bei Sprüngen.
Testaufgabe: Die Aufgabe besteht darin, innerhalb von 15 Sekunden seitlich über die Mittellinie einer Teppichmatte hin- und herspringen. Die Testperson startet mit geschlossenen Füßen in einer Feldhälfte und springt ohne Unterbrechungen seitlich von einer Hälfte zur anderen, ohne die Mittellinie zu berühren oder die Matte zu verlassen. Der Testleiter signalisiert das Ende nach 15 Sekunden.

### Sit-ups
Testziel: Überprüfung der Kraftausdauer der Rumpfmuskulatur.
Testaufgabe: Die Versuchsperson absolviert in 40 Sekunden so viele Sit-ups wie möglich. Die Füße werden vom Testleiter fixiert, die Knie um ca. 80° gebeugt. Die Hände werden an die Schläfe gehalten. Jeder Sit-up erfordert das Aufrichten des Oberkörpers, wobei beide Ellenbogen beide Knie berühren müssen. Nach Berührung der Matte mit den Schultern kann der nächste Sit-up erfolgen. Zwei Probe-Sit-ups werden vor der Wertung durchgeführt.

### Liegestütz
Testziel: Messung der Kraftausdauer der oberen Extremitäten.
Testaufgabe: Die Versuchsperson führt innerhalb von 40 Sekunden so viele Liegestütz wie möglich durch. In der Ausgangsposition liegt die Testperson in Bauchlage auf der Matte, die Hände liegen auf dem Gesäß, dann erfolgt das Absetzen der Hände neben den Schultern, gefolgt von einem Abdrücken vom Boden. Anschließend wird eine Hand dabei vom Boden gelöst und berührt die andere. Währenddessen haben nur Hände und Füße Bodenkontakt, Rumpf und Beine sind gestreckt. Nach Rückkehr in die Ausgangsposition kann der nächste Liegestütz durchgeführt werden. Zwei Probe-Liegestütze werden vor der Wertung durchgeführt.

### Standweitsprung
Testziel: Überprüfung der Schnellkraft bei Sprüngen (Sprungkraft).
Testaufgabe: Die Versuchsperson springt mit beiden Füßen parallel vorwärts und landet auf beiden Füßen. Die Hand darf dabei nicht nach hinten greifen. Gemessen wird die Entfernung von der Absprunglinie bis zur Ferse des hinteren Fußes bei der Landung. Es werden zwei Wertungssprünge ohne Probeversuch durchgeführt.

### Rumpfbeuge
Testziel: Messung der Rumpfbeweglichkeit.
Testaufgabe: Die Versuchsperson steht ohne Schuhe auf einer Langbank oder einem speziellen Holzkasten. Der Oberkörper wird langsam nach vorne gebeugt, die Hände werden entlang einer Zentimeterskala möglichst weit nach unten geführt. Die Beine bleiben gestreckt, und die maximal erreichbare Dehnposition wird zwei Sekunden lang gehalten. Der Skalenwert wird am tiefsten Punkt abgelesen. Es werden zwei Wertungsdurchgänge ohne Probeversuch durchgeführt.

### Sechs-Minuten-Lauf
Testziel: Messung der aeroben Ausdauer beim Laufen. 
Testaufgabe: Die Versuchspersonen sollen innerhalb von sechs Minuten das Volleyballfeld möglichst oft umlaufen. Laufen und Gehen sind erlaubt, aber Stehenbleiben ist nicht gestattet. Eine Testperson gibt die ersten zwei Runden den Laufrhythmus vor. Die verbleibende Zeit wird in Minutenabständen angesagt, und nach Ablauf der sechs Minuten bleibt jede Versuchsperson stehen und setzt sich auf den Boden. Nun kann die Testperson die Reststrecke erfassen.

## Rahmenbedingungen bei der Durchführung
Material: Um die Testung korrekt durchzuführen, wird folgendes benötigt: Stoppuhren (benötigt für folgende Testaufgaben: Liegestütz, Sit-ups, 20m-Sprint, seitliches Hin und Herspringen, 6-Min-Lauf), Kreppband, 6 Markierungshütchen/Pylonen (benötigt für: 6-Min-Lauf, 20m-Sprint), Nummern oder Leibchen, 1 Metermaß (Größenmessung), Waage (Gewichtsmessung), 1 Maßband (Standweitsprung), Erfassungsbögen (pro Kind einen Erfassungsbogen), 2 Gymnastik-/Isomatten (benötigt für: Liegestütz, Sit-ups). Zudem sind speziell 3 Balancierbalken (benötigt für: 6 cm, 4,5 cm, 3 cm breit; jeweils 3 m lang und 5 cm hoch;) plus Startbrett (40 × 40 cm) für das Balancieren rückwärts und eine spezielle Vorrichtung für die Rumpfbeuge erforderlich.
Die speziellen Materialien für die Testaufgaben Balancieren rückwärts und Rumpfbeuge, sowie einer Personenwaage können entweder kostenpflichtig bestellt werden, selbst gebaut werden oder an einer Ausleihstation in Baden-Württemberg ausgeliehen werden.
Räumlichkeiten: Der Test kann sowohl drinnen als auch draußen durchgeführt werden. Je nach Testablauf können alle Testaufgaben parallel oder nacheinander aufgebaut werden (Hinweis: Zu berücksichtigen ist dabei die Anzahl an verfügbaren Helfern). Für den 6-Minuten-Lauf wird eine Fläche von mindestens 9 × 18 Metern benötigt (Volleyballfeld).
Benötigte Zeit: Die Durchführung der Testung in Vereinen oder Schulen kann bei durchschnittlich 20 Kindern in 90 Minuten durchgeführt werden.

## Auswertung
Eine onlinebasierte Auswertungssoftware für den Deutschen Motorik-Test (DMT) steht zur Verfügung, mit der Testergebnisse analysiert werden können. Es kann ein Zugang beantragt werden. Jeder Zugang ermöglicht die Erstellung von bis zu 10 Events, in denen jeweils die Ergebnisse von bis zu 60 Probanden eingeben werden können. Die Auswertung basiert auf alters- und geschlechtsspezifischen Normwerten des DMT. Die Software bietet sowohl individuelle als auch Gruppenauswertungen, darunter die Einstufung in Leistungsklassen, grafische Darstellungen des Leistungsprofils, kindgerechte Urkunden und eine detaillierte Gruppenübersicht. Zudem besteht die Möglichkeit, die Daten in Excel-Dateien zu exportieren, um weitere statistische Analysen durchführen zu können.